# Efecte fantasma
L'efecte fantasma és un error gràfic que es produeix en les pantalles TFT amb un temps de resposta llarg. El temps de resposta d'una pantalla TFT és el temps que triga un píxel a passar de negre (actiu) a blanc (inactiu). Com més petit és el temps de resposta, menys grisos (transicions) són perceptibles per l'ull humà.
Quan es representa una imatge amb objectes en moviment en una pantalla amb temps de resposta superior a 12,5 ms (aproximadament, ja que pot variar per cada fabricant segons la qualitat dels materials utilitzats), pot passar que els píxels que es troben al voltant de l'objecte que s'està movent triguin prou a canviar de lluminositat perquè es creï una sensació d'"estela" a l'ull humà.
En les pantalles CRT no es produeix aquest efecte perquè encara que el temps de resposta pugui ser fins i tot major, tota la imatge s'actualitza cada vegada que el flux d'electrons arriba a la pantalla; passa el mateix amb les pantalles de plasma.
Depenent del tipus de dades que s'estiguin visualitzant, de la velocitat del moviment, i de la velocitat a la qual s'estigui refrescant la pantalla (que és baixa en tots els TFTS), aquest efecte es farà més o menys notori, però recentment s'han anat introduint tecnologies de compensació del temps de resposta o RTC (Response Time Compensation), que intenten pal·liar (i en alguns casos fins a fer desaparèixer) aquest efecte.
Quan l'efecte es fa molt notable, l'ull humà es pot cansar molt, i la persona pot arribar fins i tot a marejar-se.
No s'ha de confondre aquest efecte amb el lag d'entrada que tenen alguns monitors LCD, consistent en un lag o retard entre el senyal que entra al monitor i el senyal que mostra el monitor.